# Nikolaj Konovalov
Nikolaj Konovalov (Georgievsk, 16 luglio 1884 – Mosca, 16 aprile 1947) è stato un attore sovietico.

## Filmografia parziale

### Attore
- Anton Ivanovič si arrabbia (1941)
- Bol'šaja zemlja (1944)
- Colpevoli senza colpa (1945)

## Premi
- Artista onorato della RSFSR